# Galina Kuzmenko
Agafya "Galina" Andreyevna Kuzmenko (en ucraniano, Галина Андріївна Кузьменко; en ruso, Агафья (Галина) Андреевна Кузьменко; Kiev, Gobernación de Kiev, 1896 – Taraz, República Socialista Soviética de Kazajistán, 1978) fue una maestra y anarquista ucraniana, así como la mujer de Néstor Majnó.

## Biografía
Galina Kuzmenko nació, según la mayoría de las fuentes, en 1896 en Kiev, la cual formaba entonces parte del Imperio Ruso. Tras su nacimiento, sus padres se mudaron al pueblo de Pishchanyi Brid en la gobernación de Yekaterinoslav, en lo que ahora es el Óblast de Kirovogrado en Ucrania. Otras fuentes afirman que nació en Pishchanyi Brid en 1892. Su padre, un exgranjero, trabajaba como policía.
Durante su educación superior, asistió al seminario de maestros en Kiev y se convirtió en maestra en 1916. Enseñó lengua y literatura ucranianas en la ciudad de Guliaipole. Se hizo conocida como anarquista y nacionalista ucraniana y como activista local de Prosvita, una sociedad creada para preservar y desarrollar la cultura y la educación ucranianas. A principios de 1919, Galina Kuzmenko se casó con Néstor Majnó, quien en ese momento dirigía las fuerzas del Territorio Libre contra el Ejército Rojo ruso invasor cuando la guerra civil rusa llegó a Ucrania. Victor Belash, Jefe del Estado Mayor del Ejército Insurreccional Revolucionario de Ucrania, la describió como una defensora incansable de las mujeres y su educación. En el otoño de 1919, fue elegida presidenta del Sindicato de Maestros.
Durante la retirada majnovista de sus posiciones al mismo tiempo, el Nabat fue reemplazado temporalmente por un grupo de anarquistas tendientes al nacionalismo ucraniano, cuyos puntos de vista ganaron a Kuzmenko. Ella continuó defendiendo su ideología hasta 1922. Conectada directamente por autores como Ibid Teper a Simon Petliura, terminó llegando a la conclusión de que el grupo tendiente al nacionalismo ucraniano era, al menos, parcialmente responsable del aumento de la violencia antisemita dentro de las filas del Ejército Insurreccional.
Otras fuentes la mencionan como parte de una conspiración parcialmente oculta, destinada a sacar a Majnó de su posición de poder y fusionar al Ejército Petliurista de la UNR con el Ejército Insurreccional, para luchar juntos contra el Ejército Blanco y el Rojo. Esto nunca se hizo realidad, ya que la popularidad de la idea disminuyó significativamente tras la revelación de documentos recopilados por la Kontrrazvedka, la policía secreta makhnovista. Estos documentos contenían pruebas definitivas de que Petliura había estado negociando con oficiales de alto rango del movimiento blanco, sobre todo con Anton Denikin, para aliarse contra los ejércitos rojo e insurrecional.
En agosto de 1921, tras la caída del Territorio Libre, Majnó y Kuzmenko huyeron a Rumanía, de donde se trasladaron a Polonia. Su hija, Yelena, nació en 1922. El 25 de septiembre de 1923, fueron detenidos por las autoridades polacas, siendo acusados por dos miembros del Ejército Insurgente Ucraniano de preparar una insurrección en Galitzia para la construcción de una sociedad anarcocomunista en colaboración con la Checa. Kuzmenko y Majnó fueron absueltos. En 1924, la pareja se mudó a Alemania, y más tarde a París en 1926. Durante casi 10 años, vivieron una vida relativamente pacífica en Vincennes. De forma lenta pero segura, la salud de Néstor Majnó comenzó a deteriorarse. La pareja sobrevivió con el salario de Galina, trabajadora de una fábrica de zapatos en París, y con la ayuda de otros camaradas anarquistas.
Tras la muerte de Majnó en 1934, Galina Kuzmenko comenzó a ponerse en contacto con familiares y amigos en lo que ahora era la República Socialista Soviética de Ucrania para regresar a la URSS. Durante su tiempo de trabajo en París, como bibliotecaria en el departamento eslavo de la Biblioteca Nacional de Francia, colaboró con los servicios secretos soviéticos, transmitiendo información a la URSS.
Durante la Segunda Guerra Mundial y la ocupación alemana, Yelena fue enviada a Alemania bajo el Servicio del Trabajo Obligatorio, donde trabajó en una fábrica de Siemens. Galina fue con ella y decidió quedarse en Alemania, posponiendo sus planes de mudarse a la URSS.
En agosto de 1945, mientras les emitían nuevos documentos de identidad, las autoridades soviéticas arrestaron a Yelena y Galina. Las dos fueron enviadas a Kiev, donde, en julio de 1946, Galina Kuzmenko fue condenada a 8 años de prisión por haber participado en la insurrección ucraniana, siendo condenada por cargos de actividad contrarrevolucionaria. Yelena fue condenada a 5 años de prisión por colaborar con las fuerzas de ocupación alemanas. El juicio no se hizo público. Encarcelada en el campo de Dubravlag, Galina fue puesta en libertad tras la amnistía de 1954 o, según otras fuentes, en 1963. Tras su puesta en libertad, continuó viviendo con su hija y se trasladó a la ciudad de Djambul, hoy conocida como Taraz, en la RSS de Kazajistán. Fue varias veces a Guliaipole para ver a sus familiares. En 1977, Galina presentó una petición al Presídium del Sóviet Supremo con una queja sobre la persecución en el trabajo de Elena Nesterovna.
Galina murió en Taraz el 23 de marzo de 1978 a la edad de 81 años.

## Fundación del sistema educativo de Majnovia
Galina Kuzmenko fue la presidenta del Sindicato de Maestros de Majnovia, cargo que ocupó desde 1919 hasta su abolición de facto con la caída del Territorio Libre. Fue durante este período que se organizó una nueva forma de educación en Guliaipole. Este nuevo sistema estaba, en contraste con el sistema escolar ruso imperial fuertemente religioso e impulsado por el estado, basado en ideales anarquistas y en el divorcio de la educación y la religión. Sus acciones allí se centraron en la financiación de las actividades, la organización de la educación en territorios fronterizos controlados por los majnovistas, la gestión de las escuelas por consejos conjuntos de maestros y padres y el desarrollo de nuevos planes de estudio escolares.
La inspiración para el sistema que se implementó en el Territorio Libre se basó en un panfleto del pedagogo libertario español Francisco Ferrer, cuyas teorías sobre la creación de un sistema escolar libre de la influencia del estado fueron muy influyentes en todo el movimiento anarquista internacional. Antes de la derrota militar de los anarquistas, el sistema fue generalmente bien recibido por los campesinos, los maestros y los niños por igual, principalmente debido a los esfuerzos realizados para alimentar a los escolares, a menudo pobres.

## Controversia en torno aCuarenta días en Guliaipole
Cuarenta días en Guliaipole fue un artículo publicado en 1919. Presentando a su autora como Galina Kuzmenko, muestra a Néstor Majnó como un borracho y como el líder de una "horda loca y salvaje", participando en abusos sistemáticos contra los campesinos de Ucrania, como así como contra ella. La autenticidad del documento ha sido debatida extensamente, y algunos lo consideran una falsificación cometida por los servicios de propaganda soviéticos. Posibles teorías alternativas, junto con la de la fabricación del documento por parte de la Checa, es que el libro fue escrito por una maestra de Kostiantynivka, Feodora Gayenko, quien trabajó junto con Galina para señalar los crímenes cometidos por las fuerzas insurreccionales en Ucrania durante la época del Territorio Libre. Otros han manifestado su creencia de que el diario es auténtico, incluida la hija de Galina y Néstor y el director del Museo de Guliaipole.
 

La teoría de que Gayenko falsificó el documento presume que ella (Gayenko) no fue asesinada, sino capturada, y, sumando tiempo y presión, colaboró con la Cheka, por lo menos desde principios de 1921 en adelante, cuando finalmente se convenció de la caída del movimiento majnovista. Esta teoría es apoyada por los órganos de propaganda del Ejército Rojo que solo se refieren al libro como el "Diario de la esposa de Majnó" de ese punto en adelante, pero también refuta la mayor parte, si no toda, la credibilidad que el libro tiene como argumento en contra del Territorio Libre, en tanto que la Checa habría tenido total libertad para censurar el libro y fabricar los detalles que quisieran. V.N. Litvinov defiende a Majnó en el siguiente texto, publicado originalmente en la revista Obshchina (en ruso: Община, Sociedad), publicado por la Confederación de Anarcosindicalistas de Moscú:
Es muy posible que algunas entradas del "Diario" reflejen en realidad hechos reales sobre el terror majnovista, pero hay que reconocer que, en las condiciones contemporáneas del estudio de las fuentes, es prácticamente imposible determinar cuáles de las entradas son auténticas. Pero incluso si fuera posible hacerlo, no hay duda de que las entradas del diario representan el terror majnovista desde un punto de vista extraordinariamente sesgado en tanto las entradas ignoran por completo la práctica del Terror Rojo en la región insurgente.